# Elamita cuneiforme
La elamita cuneiforme es una escritura logo-silábica usada para escribir la lengua elamita. El corpus completo de la escritura elamita cuneiforme consta de aproximadamente 20 000 tablillas y fragmentos. La mayoría pertenecen a la época aqueménida y contienen principalmente registros económicos.

## Historia y desciframiento
La lengua elamita (c. 3000 a. C.-400 a. C.), ahora extinta, es la hablada por los elamitas, que habitaban las regiones de Juzestán y Fars en el sur de Irán. Ha sido durante mucho tiempo un enigma para los académicos debido a la escasez de recursos para su investigación y las irregularidades encontradas en su escritura. No parece tener relación con las vecinas lenguas semíticas e indoeuropeas. Los académicos discuten acaloradamente sobre varias hipótesis sobre su origen, pero no existe, todavía, una teoría definida.
La elamita cuneiforme tiene dos variantes, la primera, derivada del acadio, se usó desde el III al II milenio a. C., y la segunda, una forma simplificada utilizada durante el I milenio a. C. La principal diferencia entre las dos variantes es la reducción de glifos utilizados en la versión simplificada. En un momento determinado, solo habría alrededor de 130 signos cuneiformes en uso. A lo largo de la historia de la escritura, solo se llegaron a utilizar 206 signos diferentes en total.
El texto elamita cuneiforme más antiguo conocido es un tratado entre los acadios y los elamitas, que se remonta al 2.200 a. C. Sin embargo, se piensa que podría haber estado en uso desde c. 2500 a. C. Las tablillas están mal conservadas, por lo que solo se pueden leer algunas partes, pero se entiende que el texto es un tratado entre el rey acadio Naram-Sin y el gobernante elamita Hita, ya que así lo indican frecuentes referencias a que 'El amigo de Naram-Sin es mi amigo, el enemigo de Naram-Sin es mi enemigo'.
Las escrituras elamitas más famosas y las que finalmente llevaron a su desciframiento son las que se encuentran en las inscripciones trilingües de los monumentos encargados por los reyes persas aqueménidas. Las inscripciones, similares a las de la Piedra Rosetta, fueron escritas en tres sistemas de escritura diferentes. El primero fue el persa antiguo, que fue descifrado en 1802 por Georg Friedrich Grotefend. El segundo, el babilonio cuneiforme, fue descifrado poco después, del texto persa antiguo. Debido a que el elamita es diferente a sus lenguas semíticas vecinas, el desciframiento de la escritura se retrasó hasta la década de 1840. Incluso hoy en día, la falta de fuentes y materiales comparativos dificulta la investigación adicional del elamita.

## Inventario
La lengua elamita redujo radicalmente el número de glifos cuneiformes. De toda la historia de su escritura, solo se utilizan 206 glifos. En un momento determinado, su número fue bastante constante, alrededor de 130. En las primeras tablillas, la escritura es casi enteramente silábica, con casi todos los glifos silábicos comunes del acadio antiguo, adoptando los valores CV y VC. Con el paso del tiempo, el número de glifos silábicos se redujo, mientras que el número de logogramas se incrementó. También se utilizaron ocasionalmente alrededor de 40 glifos CVC, pero parece que se han utilizado para las consonantes e ignorado los valores vocálicos. También se utilizaron varios determinantes.
|         | Ca           | Ce                  | Ci                  | Cu               |  | aC      | eC           | iC           | uC        |
| ------- | ------------ | ------------------- | ------------------- | ---------------- |  | ------- | ------------ | ------------ | --------- |
| p b     | 𒉺 pa 𒁀 ba    | 𒁁 be                | 𒉿 pe ~ pi           | 𒁍 pu             |  | 𒀊 ap    | 𒅁 ip ( 𒌈 íp) | 𒅁 ip ( 𒌈 íp) | 𒌒 up      |
| k g     | 𒋡 ka₄        | 𒆠 ke ~ ki 𒄀 ge ~ gi | 𒆠 ke ~ ki 𒄀 ge ~ gi | 𒆪 ku             |  | 𒀝 ak    | 𒅅 ik         | 𒅅 ik         | 𒊌 uk      |
| t d     | 𒆪 da         | 𒋼 te                | 𒋾 ti                | 𒌅 tu, 𒌈 tu₄ 𒁺 du |  | 𒀜 at    |              |              | 𒌓 ut      |
| š       | 𒐼 šá ( 𒊮 šà) | 𒊺 še                | 𒅆 ši                | 𒋗 šu             |  | 𒀾 aš    | 𒆜 iš ~ uš    | 𒆜 iš ~ uš    | 𒆜 iš ~ uš |
| s z (č) | 𒊓 sa 𒍝 ca    | 𒋛 se ~ si 𒍢 ce ~ ci | 𒋛 se ~ si 𒍢 ce ~ ci | 𒋢 su             |  | 𒊍 as/ac | 𒄑 is/ic      | 𒄑 is/ic      |           |
| y       | 𒅀 ya         |                     |                     |                  |  |         |              |              |           |
| l       | 𒆷 la         | 𒇷 le ~ li           | 𒇷 le ~ li           | 𒇻 lu             |  |         |              |              | 𒌌 ul      |
| m       | 𒈠 ma         | 𒈨 me                | 𒈪 mi                | 𒈬 mu             |  | 𒄠 am    |              |              | 𒌝 um      |
| n       | 𒈾 na         | 𒉌 ne ~ ni           | 𒉌 ne ~ ni           | 𒉡 nu             |  | 𒀭 an    | 𒂗 en         | 𒅔 in         | 𒌦 un      |
| r       | 𒊏 ra         | 𒊑 re ~ ri           | 𒊑 re ~ ri           | 𒊒 ru             |  |         | 𒅕 ir         | 𒅕 ir         | 𒌨 ur      |
| h 0     | 𒄩 ha 𒀀 a     | 𒂊 e                 | 𒄭 hi 𒄿 i            | 𒄷 hu 𒌋 u, 𒌑 ú    |  | 𒄴 ah    |              |              |           |

En la tabla, los glifos entre paréntesis, no son comunes.
La escritura distinguía las cuatro vocales del acadio y las 15 consonantes, /p/, /b/, /k/, /g/, /t/, /d/, /š/, /s/, /z/, /y/, /l/, /m/, /n/, /r/ y /h/. Las pares de voces acadias /p, b/, /k, g/ y /t, d/ pueden no haber sido distintos en elamita. La serie transcrita z  puede haber sido una consonante africada como /č/ o /c/ (ts). /hV no siempre se distinguió de las vocales simples, lo que sugiere que /h/ puede haber caído de la lengua. Los glifos VC se utilizan a menudo para una coda de sílaba sin tener en cuenta el valor de V, lo que sugiere que, de hecho, eran signos C alfabéticos.
Gran parte de la combinación de Ce y Ci, y también eC e iC, se hereda del acadio (pe-pi-bi, ke-ki, ge-gi, se-si, ze-zi, le-li, re-ri, y ḫe-ḫi (es decir, solo ne-ni se distingue en acadio pero no en elamita; de las sílabas VC, solo eš-iš-uš). Además, 
𒄴
```
es 
aḫ, eḫ, iḫ, uḫ
 en acadio, y así, efectivamente, es una consonante coda incluso allí.
```

## Sintaxis
El elamita cuneiforme es similar al acadio cuneiforme excepto por algunas características no usuales. Por ejemplo, la función principal de los glifos CVC era indicar las dos consonantes en lugar de la sílaba. Por tanto, ciertas palabras usaban los glifos para "tir" y "tar" de manera intercambiable y la vocal era ignorada. Ocasionalmente, la vocal se reconoce de manera que "tir" se utilizará en el contexto "ti-rV". Así, “ti-ra” podría escribirse con los glifos de “tir” y “a” o “ti” y “ra”.
La escritura elamita cuneiforme permite mucha libertad al construir sílabas. Por ejemplo, las sílabas CVC a veces se representan mediante un glifo CV y VC. La vocal en el segundo glifo es irrelevante, por lo que "sa-ad" y "sa-ud" son equivalentes. Además, las sílabas “VCV” se representan combinando glifos “V” y “CV” o glifos “VC” y “CV” que tienen una consonante común. Por tanto, "ap-pa" y "a-pa" son equivalentes.